# 共产主义建设者道德法典
共产主义建设者道德法典（俄语：Моральный кодекс строителя коммунизма）是苏联共产党党员和苏联共青团员需要遵守的12条成文道德守则，于1961年苏联共产党第二十二次代表大会上作为新党纲的一部分发布，第一条是献身共产主义。俄罗斯联邦共产党主席久加诺夫将其比做《圣经》中的山上宝训。

## 内容
|                  | 党认为，共产主义建设者的道德规范包括如下的道德原则： ——忠于共产主义事业，热爱社会主义祖国、热爱各社会主义国家； ——诚实地为造福社会而劳动：不劳动者不得食； ——每个人都关心保护和增加社会财产； ——对社会义务的高度自觉，对破坏社会利益的现象绝不容忍； ——集体主义和同志互助：一人为大家，大家为一人； ——人们之间的人道主义关系和互相尊重：人对人是朋友、同志和兄弟； ——在社会生活和个人生活中要忠诚和老实，道德纯洁，朴素和谦逊； ——在家庭中互相尊重，关心儿童教育； ——对于不公正、寄生行为、不诚实、追求地位采取毫不调和的态度； ——苏联各族人民要友好和亲如兄弟，对民族和种族的不和睦绝不容忍； ——对共产主义、和平与各国人民自由事业的敌人采取毫不调和的态度； ——同各国劳动者、同各国人民保持兄弟般的团结。 |
| ——苏联共产党党纲 | |